# Opera Mini
Opera Mini is een gratis webbrowser voor mobiele telefoons voor Android en iOS, ontwikkeld door Opera Software. Opera Mini is een op Java/C++ gebaseerde uitvoering van Opera Mobile.

## Geschiedenis
Opera Mini werkte oorspronkelijk op de meeste mobiele telefoons die Java ondersteunen. Er was zowel een versie voor mobiele telefoons met een laag geheugen (MIDP1) en een versie voor groter geheugen (MIDP2). Opera Mini werd ook ondersteund op BlackBerry OS en Symbian. De software kwam beschikbaar in 2005.

## Mogelijkheden
Opera Mini biedt enkele mogelijkheden die de meegeleverde browsers in mobiele telefoons doorgaans niet hebben. Zo heeft de Mini de mogelijkheid tot RSS-feeds en is er een functie ingebouwd waarmee gebruikers foto's kunnen maken om direct te verzenden naar internet. De voor veel gebruikers belangrijkste mogelijkheid van Opera Mini is echter Opera Small-Screen Rendering oftewel de speciaal aangepaste weergave voor kleine mobiele beeldschermen; daartoe worden websites die voor hoge schermresoluties (grote beeldschermen) zijn geschreven via een Opera-server binnengehaald en daar vervolgens gecomprimeerd. Hierdoor kan men websites op een klein scherm bekijken met een veel lagere gegevensoverdracht. Omdat hiervoor minder processorvermogen vereist is, kan de gebruiker langer surfen met Opera Mini dan met Opera Mobile; de gegevens hoeven enkel nog getoond worden. Opera Mini werkt ook zo op low-end-telefoons mits deze minimaal beschikken over GPRS).
Midden 2023 is alleen de versie voor Android te downloaden.